# Clam Harbour Bay
Clam Harbour Bay (do 16 czerwca 1976 Moose Bay) – zatoka (ang. bay) zatoki Chedabucto Bay w kanadyjskiej prowincji Nowa Szkocja, w hrabstwie Guysborough; nazwa Moose Bay urzędowo zatwierdzona 6 listopada 1952.